# Frutal (kommun)
Frutal är en kommun i Brasilien.   Den ligger i delstaten Minas Gerais, i den sydöstra delen av landet, 500 km söder om huvudstaden Brasília. Antalet invånare är 53 474.
Följande samhällen finns i Frutal:
- Frutal

Omgivningarna runt Frutal är en mosaik av jordbruksmark och naturlig växtlighet. Runt Frutal är det ganska glesbefolkat, med 26 invånare per kvadratkilometer.